# Sympathy for the Devil
Sympathy for the Devil (Sympati för Djävulen) är en låt av The Rolling Stones skriven av bandets sångare Mick Jagger och bandets gitarrist Keith Richards. Låten hamnade på plats 32 på musiktidningen Rolling Stones lista över de 500 bästa låtarna genom tiderna. Den 6 minuter och 18 sekunder långa låten spelades in i Olympic Sound Studios i London i juni 1968 och gavs ut på albumet Beggars Banquet, som släpptes den 6 november 1968 i Storbritannien och i USA den 7 december 1968, och även som singel där låten var remixad den 16 september 2003. Sångtexten berättar i första person hur djävulen orsakat katastrofer och lidande genom mänsklighetens historia, men likväl begär sympati. 
"Please allow me to introduce myself / I'm a man of wealth and taste / I've been around for a long long year / Stolen many man's soul and faith" (" Låt mig vänligen få presentera mig / Jag är en välbärgad man med smak / Jag har varit runt i ett långt långt år / Stulit mången mans själ och tro"), lyder den inledande strofen till låten.
Det har gjorts flera covers på låten, bland annat av Laibach, Guns N' Roses, Bryan Ferry och goth metal-bandet Tiamat.

## Medverkande musiker
- Mick Jagger – sång
- Keith Richards – gitarr, bas, sång
- Brian Jones – sång
- Bill Wyman – slagverk, sång
- Charlie Watts – trummor, sång
- Nicky Hopkins – piano
- Jimmy Miller – sång
- Marianne Faithfull – sång